# Seututie 204
La route régionale 204 (finnois : Seututie 204) est une route régionale allant de Lieto à Eura en Finlande,.

## Description
La route régionale 204 est une route régionale d'une longueur de 71 kilomètres.
La route régionale 204 va de la gare de Lieto sur la route nationale 9 à l'est du lac Pyhäjärvi puis traverse Yläne et Säkylä jusqu'à la route nationale 12. 
La route traverse aussi les municipalités de Turku et d' Aura.

## Parcours
- Lieto
- Yläne
- Säkylä